# Мегді Магдавікія
Мегді Магдавікія (перс. مهدی مهدوی‌کیا, нар. 24 липня 1977, Тегеран) — колишній іранський футболіст, що грав на позиції захисника, півзахисника.
Насамперед відомий виступами за ряд німецьких клубів, а також національну збірну Ірану.

## Клубна кар'єра
Народився 24 липня 1977 року в місті Тегеран. Вихованець футбольної школи клубу «Банк Меллі».
У дорослому футболі дебютував 1993 року виступами за команду «Банк Меллі», в якій провів один сезон.
З 1995 року став виступати за «Персеполіс», а з літа 1998 року — за німецький «Бохум», проте в першому ж сезоні клуб зайняв 17 місце в Бундеслізі і покинув еліту.
Своєю грою за останню команду привернув увагу представників тренерського штабу «Гамбурга», до складу якого приєднався влітку 1999 року. Відіграв за гамбурзький клуб наступні вісім сезонів своєї ігрової кар'єри. Більшість часу, проведеного у складі «Гамбурга», був основним гравцем команди. За цей час виборов титул володаря Кубка Інтертото, а також двічі разом з командою займав третє місце чемпіонату.
Влітку 2007 року перейшов в «Айнтрахт», де провів ще два сезони у Бундеслізі, після чого повернувся на батьківщину, підписавши контракт з клубом «Стіл Азін».
Протягом сезону 2011/12 захищав кольори клубу «Дамаш».
Завершив професійну ігрову кар'єру у «Персеполісі», у складі якого вже виступав раніше. Вдруге Мегді прийшов до команди влітку 2012 року і захищав її кольори протягом одного сезону.

## Виступи за збірну
5 грудня 1996 року дебютував в офіційних матчах у складі національної збірної Ірану в грі проти збірної Іраку. 
У складі збірної був учасником чотирьох Кубків Азії (1996 року в ОАЕ, на якому команда здобула бронзові нагороди, 2000 року у Лівані, 2004 року у Китаї, на якому команда здобула бронзові нагороди, та 2007 року у чотирьох країнах відразу), а також двох чемпіонатах світу (1998 року у Франції та 2006 року у Німеччині).
17 червня 2009 року провів матч проти збірної Південної Кореї, після якого був відсторонений довічно зі збірної разом з Алі Карімі, Хосейном Каабі та Вахідом Хашемяном. Причиною стало те, що футболісти вийшли на поле з зеленими пов'язками на руках, що символізували підтримку головного суперника Махмуда Ахмадінеджада Мір-Хосейна Мусаві.
Всього протягом кар'єри у національній команді, яка тривала 14 років, провів у формі головної команди країни 111 матчів, забивши 13 голів.

## Статистика

### Клубна
| Чемпіонат | Чемпіонат    | Чемпіонат     | Ліга | Ліга | Кубок           | Кубок           | Континент. змаг. | Континент. змаг. | Всього | Всього |
| Сезон     | Клуб         | Ліга          | Ігри | Голи | Ігри            | Голи            | Ігри             | Голи             | Ігри   | Голи   |
| Іран      | Іран         | Іран          | Ліга | Ліга | Кубок           | Кубок           | Азія             | Азія             | Всього | Всього |
| --------- | ------------ | ------------- | ---- | ---- | --------------- | --------------- | ---------------- | ---------------- | ------ | ------ |
| 1995/96   | «Персеполіс» | Ліга Азадеган | 11   | 1    | 0               | 0               | -                | -                | 11     | 1      |
| 1996/97   | «Персеполіс» | Ліга Азадеган | 28   | 9    | 2               | 2               | 7                | 1                | 37     | 12     |
| 1998/99   | «Персеполіс» | Ліга Азадеган | 15   | 8    | 0               | 0               | 4                | 3                | 19     | 11     |
| Німеччина | Німеччина    | Німеччина     | Ліга | Ліга | Кубок Німеччини | Кубок Німеччини | Європа           | Європа           | Всього | Всього |
| 1998/99   | «Бохум»      | Бундесліга    | 12   | 3    | 0               | 0               | -                | -                | 12     | 3      |
| 1999/00   | «Гамбург»    | Бундесліга    | 29   | 4    | 1               | 0               | 0                | 0                | 30     | 4      |
| 2000/01   | «Гамбург»    | Бундесліга    | 29   | 5    | 1               | 1               | 2                | 0                | 32     | 6      |
| 2001/02   | «Гамбург»    | Бундесліга    | 10   | 1    | 0               | 0               | -                | -                | 10     | 1      |
| 2002/03   | «Гамбург»    | Бундесліга    | 26   | 2    | 0               | 0               | -                | -                | 26     | 2      |
| 2003/04   | «Гамбург»    | Бундесліга    | 30   | 5    | 0               | 0               | 2                | 0                | 32     | 5      |
| 2004/05   | «Гамбург»    | Бундесліга    | 26   | 2    | 0               | 0               | 0                | 0                | 26     | 2      |
| 2005/06   | «Гамбург»    | Бундесліга    | 31   | 5    | 0               | 0               | 9                | 0                | 40     | 5      |
| 2006/07   | «Гамбург»    | Бундесліга    | 27   | 2    | 0               | 0               | 6                | 0                | 33     | 2      |
| 2007/08   | «Айнтрахт»   | Бундесліга    | 20   | 0    | 0               | 0               | -                | -                | 20     | 0      |
| 2008/09   | «Айнтрахт»   | Бундесліга    | 12   | 0    | 2               | 0               | -                | -                | 14     | 0      |
| 2009/10   | «Айнтрахт»   | Бундесліга    | 0    | 0    | 0               | 0               | -                | -                | 0      | 0      |
| Іран      | Іран         | Іран          | Ліга | Ліга | Кубок           | Кубок           | Азія             | Азія             | Всього | Всього |
| 2009/10   | «Стіл Азін»  | Про Ліга      | 8    | 2    | 3               | 2               | –                | –                | 11     | 4      |
| 2010/11   | «Стіл Азін»  | Про Ліга      | 26   | 2    | 0               | 0               | –                | –                | 26     | 2      |
| 2011/12   | «Дамаш»      | Про Ліга      | 14   | 0    | 2               | 0               | –                | –                | 16     | 0      |
| 2011/12   | «Персеполіс» | Про Ліга      | 11   | 0    | 0               | 0               | 3                | 0                | 14     | 0      |
| 2012/13   | «Персеполіс» | Про Ліга      | 16   | 3    | 2               | 0               | –                | –                | 18     | 3      |
| Країна    | Іран         | Іран          | 129  | 25   | 9               | 4               | 14               | 4                | 152    | 33     |
| Країна    | Німеччина    | Німеччина     | 252  | 29   | 4               | 1               | 19               | 0                | 275    | 30     |
| Всього    | Всього       | Всього        | 381  | 54   | 13              | 5               | 33               | 6                | 427    | 65     |

### Збірна

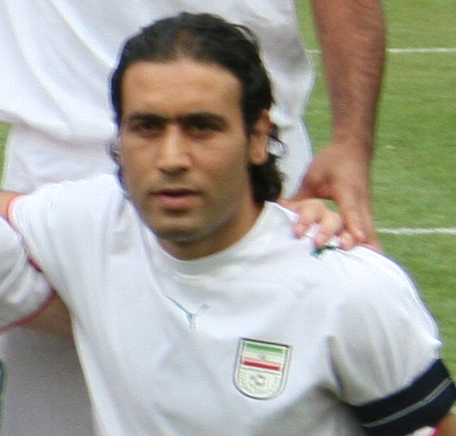
Мегді Магдавікія під час виступів за збірну Ірану

| Збірна Ірану | Збірна Ірану | Збірна Ірану |
| Роки         | Ігри         | Голи         |
| ------------ | ------------ | ------------ |
| 1996         | 3            | 0            |
| 1997         | 21           | 5            |
| 1998         | 17           | 2            |
| 1999         | 2            | 0            |
| 2000         | 15           | 2            |
| 2001         | 11           | 1            |
| 2002         | 0            | 0            |
| 2003         | 3            | 0            |
| 2004         | 10           | 1            |
| 2005         | 7            | 1            |
| 2006         | 7            | 0            |
| 2007         | 6            | 0            |
| 2008         | 3            | 1            |
| 2009         | 6            | 0            |
| Всього       | 111          | 13           |

## Титули і досягнення

### Командні
- Переможець Кубка Інтертото: 2005
- Чемпіон Ірану: 1996, 1997
- Володар Кубка німецької ліги: 2003

### Збірні
- Бронзовий призер Кубка Азії: 1996, 2004
- Переможець Азійських ігор: 1998

## Особисті досягнення
- Футболіст року в Азії: 2003
- Найкращий молодий футболіст Азії: 1997
- Найкращий футболіст «Гамбурга»: 2002/03, 2003/04.